# Batang Arah Tapan
Batang Arah Tapan is een bestuurslaag in het regentschap Zuid-Pesisir van de provincie West-Sumatra, Indonesië. Batang Arah Tapan telt 3924 inwoners (volkstelling 2010).